# Semën Zinov'evič Alapin
Semën Zinov’evič Alapin (in russo Семён Зиновьевич Алапин?; Vilnius, 7 novembre 1856 – Heidelberg, 15 luglio 1923) è stato uno scacchista russo di origine lituana, noto anche come Simon o Simeon Alapin.
Uno dei più forti giocatori russi del periodo a cavallo del 1900, è noto soprattutto per il gran numero di varianti di apertura che portano il suo nome.
Molte di queste sono linee minori e in qualche caso di dubbia correttezza, ma la variante Alapin della siciliana (2.c3) è una linea molto importante giocata spesso anche dai più forti Grandi Maestri.
- Variante Alapin della siciliana: 1.e4 c5 2.c3 (ECO B22)
- Variante Alapin della partita di re: 1.e4 e5 2.Ce2  (C20)
- Variante Alapin della partita spagnola: 1.e4 e5 2.Cf3 Cc6 3.Ab5 Ab4 (C60)
- Gambetto Alapin della difesa francese: 1.e4 e6 3.d4 d5 3.Ae3 (C00)
- Variante Alapin della difesa Caro-Kann: 1.e4 c6 2.c3 (B10)
- Variante Alapin della difesa olandese: 1.d4 f5 2.Dd3 (A80)
- Variante Alapin del gambetto di donna: 1.d4 d5 2.c4 e6 3.Cc3 b6 (D31)
- Var. Alapin-Steinitz del gambetto Evans: 1.e4 e5 2.Cf3 Cc6 3.Ac4 Ac5 4.b4 Axb4 5.c3 Aa5 6.0-0 d6 7.d4 Ag4 (C52)
- Var. Alapin-Sanders del gambetto Evans: 1.e4 e5 2.Cf3 Cc6 3.Ac4 Ac5 4.b4 Axb4 5.c3 Aa5 6.0-0 d6 7.d4 Ad7 (C52)

## Principali risultati
- Vinse alla pari con Čigorin il torneo di San Pietroburgo 1878-1879.
- Nel 1880 perse un match con Chigorin a San Pietroburgo (+ 3 – 7 = 0).
- Nel 1883 vinse un match con Curt von Bardeleben: (+3 – 1 = 1).
- Nel 1899 pareggiò un match con Carl Schlechter: (+1 – 1 = 4).
- Torneo di Vienna 1899:  4º posto
- Torneo di Vienna 1901:  2º posto
- Torneo di Monte Carlo 1901: 5º posto
- Torneo di San Pietroburgo 1906: 1º posto
- Torneo di Łódź 1908: 2º posto
- Torneo di Monaco 1909: 2º posto
- Torneo di Monaco di Baviera 1911: 1º posto
- Nel 1911 a Monaco di Baviera perse un match con Rudolf Spielmann (+3 – 6 = 1).